# Alphonse Jobez
Pour les articles homonymes, voir Jobez.
Alphonse Jobez est un homme politique français né le 1er août 1813 à Morez (Jura) et décédé le 13 mai 1893 à Morez.
Fils de Jean-Emmanuel Jobez, il étudie le droit puis prend en 1835 la direction des forges de Syam qui appartiennent à son père. Conseiller général en 1838, il est l'un des chefs de file de l'opposition à la monarchie de Juillet dans le Jura. Il est député du Jura de 1848 à 1849, siégeant comme républicain modéré.
Auteur de plusieurs ouvrages dont une préface au socialisme et d'une monographie universelle sur « la femme et l'enfant » qui a pour sous titre « misère entraîne oppression » en 1852 chez Michel-Levy frères.

## Sources
- « Alphonse Jobez », dans Adolphe Robert et Gaston Cougny, Dictionnaire des parlementaires français, Edgar Bourloton, 1889-1891 [détail de l’édition]
- Alphonse JOBEZ dans le catalogue de la Bibliothèque Nationale de France détails